# Vojtech Pavelica
Vojtech Pavelica (* 10. März 1914 in Hybe/Liptovský Mikuláš; † 4. Juli 1987 in Banská Bystrica) war tschechoslowakischer Offizier und Skisportler.
Er war bei den Olympischen Winterspielen 1948 als Leutnant Teilnehmer der tschechoslowakischen Mannschaft beim Demonstrationsbewerb Militärpatrouillenlauf, die den sechsten Platz erreichte.
| Personendaten    | Personendaten                                 |
| ---------------- | --------------------------------------------- |
| NAME             | Pavelica, Vojtech                             |
| KURZBESCHREIBUNG | tschechoslowakischer Offizier und Skisportler |
| GEBURTSDATUM     | 10. März 1914                                 |
| GEBURTSORT       | Hybe/Liptovský Mikuláš                        |
| STERBEDATUM      | 4. Juli 1987                                  |
| STERBEORT        | Banská Bystrica                               |